# 1799 na literatura

## Nascimentos
| Data           | Nome              | Profissão                              | Nacionalidade  | Observações | Ref |
| -------------- | ----------------- | -------------------------------------- | -------------- | ----------- | --- |
| 4 de Fevereiro | Almeida Garrett   | escritor                               | Portugal       | m. 1854     |     |
| 20 de Maio     | Honoré de Balzac  | escritor                               | França         | m. 1850     |     |
| 26 de Maio     | Alexandre Pushkin | escritor                               | Rússia         | m. 1837     |     |
| 1 de Agosto    | Condessa de Ségur | escritora                              | Rússia         | m. 1874     |     |
| 8 de Outubro   | Evaristo da Veiga | poeta, jornalista, político e livreiro | Brasil Colônia | m. 1837     |     |

## Mortes
| Data | Nome | Profissão | Nacionalidade | Observações | Ref |
| ---- | ---- | --------- | ------------- | ----------- | --- |